# Alimony
|  | Denne artikel handler om en film. For det amerikanske begreb "Alimony", se Underholdsbidrag |
Alimony er en amerikansk stumfilm fra 1917 instrueret af Emmett J. Flynn. En dengang ukendt Rudolph Valentino har en mindre rolle i filmen.
Filmen anses som tabt.

## Handling
Den attraktive og fraskilte Bernice Bristol Flint (Whittell), har intime forhold til en række skilsmisseadvokater, der lever godt af at få deres procentdel af skruppelløst sikrede skilsmisser med et stort underholdsbidrag til deres klienter. Bernice er interesseret i den unge Howard Turner (Fischer), men han har tabt interessen i hende. Hun planlægger hævn over ham og det lykkedes hende at få ham til at gifte sig med en kvinde, hvorefter hun forsøger at få adskilt parret igen.

## Medvirkende
- Lois Wilson som Marjorie Lansing.
- George Fisher som Howard Turner.
- Josephine Whittell som Bernice Bristol Flint.
- Wallace Worsley som John Flint.
- Arthur Allardt som Elijah Stone